# نیل آدامز
نیل آدامز (انگلیسی: Neal Adams؛ زادهٔ ۱۵ ژوئن ۱۹۴۱ – ۲۸ آوریل ۲۰۲۲) نویسنده و یک هنرمند کمیک بوک اهل ایالات متحده آمریکا بود. وی همچنین برندهٔ جوایزی همچون جایزه اینکپات شده بود.
او یکی از بنیانگذاران تداوم همکاری با استودیوهای طراحی گرافیک بود،  وی همچنین از مدافعان حقوق پدیدآورندگان بود و در ساختن جری سیگل و جو شوستر که از خالقان سوپر من هستند به شکل دادن سوپرمن کمک کرد. آدامز در طول فعالیت حرفه‌ای خود، شخصیت‌های بتمن (کامیک بوک)، گرین لنترن (شخصیت کمیک)، گرین ارو، ددمن (کمیک)، مردان-ایکس غیرطبیعی و… را خلق کرد.
پس از ترسیم کمیک استریپ بر اساس درام تلویزیونی بن کیسی در اوایل دهه ۱۹۶۰، آدامز در سال ۱۹۶۷ به عنوان یک مترجم آزاد در دی سی کامیکس استخدام شد. در اواخر همان سال، او شخصیت ابرقهرمانی ددمن (کمیک) را خلق کرد، در کتاب علمی تخیلی ماجراهای عجیب (ددمن (کمیک)) را نوشت. در اوایل دهه ۱۹۷۰آدامز و دنیس اونیل در فیلم‌های بتمن (کامیک بوک) و گرین لنترن (شخصیت کمیک) با یکدیگر همکاری کردند و توانستند دو شخصیت بتمن را که با مجموعه تلویزیونی بتمن در دهه ۱۹۶۰ شکل گرفت، آنرا به ریشه‌های گوتیک خود بازگرداندند. اونیل و آدامز در طول همکاری خود در فانوس سبز/پیکان سبز، تصویری واقع‌گرایانه و بالغی را در قصه‌هایی مانند «پرنده‌های برفی پرواز نمی‌کنند» معرفی کردند،
آدامز در سال ۱۹۸۹وارد تالار مشاهیر کتاب مصور ویل آیزنر و جوایز آیزنر شد، وی همچنین تالار مشاهیر جک کربی و جوایز هاروی را کسب کرد و در ۱۹۹۹ جایزه اینکول را در تالار مشاهیر جو سینوت به دست آورد.